# Dunaxeus
Dunaxeus är ett släkte av spindeldjur. Dunaxeus ingår i familjen Cunaxidae.
Kladogram enligt Catalogue of Life:
| Dunaxeus | \| \| Dunaxeus capensis \| \| \| \| \| \| Dunaxeus duosetosus \| \| \| \| \| \| Dunaxeus elongatus \| \| \| \| |
|          | \| \| Dunaxeus capensis \| \| \| \| \| \| Dunaxeus duosetosus \| \| \| \| \| \| Dunaxeus elongatus \| \| \| \| |
|          | Allocunaxa |
|          | |
|          | Armascirus |
|          | |
|          | Bonzia |
|          | |
|          | Bunaxella |
|          | |
|          | Coleobonzia |
|          | |
|          | Coleoscirus |
|          | |
|          | Cunaxa |
|          | |
|          | Cunaxatricha                                                                                                   |
|          | |
|          | Cunaxoides |
|          | |
|          | Dactyloscirus                                                                                                  |
|          | |
|          | Denheyernaxoides                                                                                               |
|          | |
|          | Funaxopsis |
|          | |
|          | Lupaeus |
|          | |
|          | Neocunaxoides                                                                                                  |
|          | |
|          | Neoscirula |
|          | |
|          | Orangescirula                                                                                                  |
|          | |
|          | Parabonzia |
|          | |
|          | Paracunaxoides                                                                                                 |
|          | |
|          | Pseudobonzia                                                                                                   |
|          | |
|          | Pulaeus |
|          | |
|          | Qunaxella |
|          | |
|          | Riscus |
|          | |
|          | Rubroscirus |
|          | |
|          | Scirula |
|          | |
|          | Scutascirus |
|          | |
|          | Scutopalus |
|          | |
|          | Dunaxeus capensis                                                                                              |
|          | |
|          | Dunaxeus duosetosus                                                                                            |
|          | |
|          | Dunaxeus elongatus                                                                                             |
|          | |

|  | Dunaxeus capensis   |
|  |                     |
|  | Dunaxeus duosetosus |
|  |                     |
|  | Dunaxeus elongatus  |
|  |                     |